# Spisovná němčina
Spisovná němčina (německy Standardhochdeutsch, Standarddeutsch, Hochdeutsch nebo Schriftdeutsch) je kodifikovaná, standardizovaná forma němčiny používaná v německy mluvících zemích ve formálním styku, zejména jako jazyk úřední, vědecké a publicistické literatury.
Němčina je hlavní úřední řečí v Německu, Rakousku a německy mluvící části Švýcarska, přičemž neexistuje společná jazyková autorita, a proto se kodifikace poněkud liší v jednotlivých státech. V Německu o spisovný německý jazyk pečuje zejména Institut für Deutsche Sprache (IDS), v Rakousku ministerstvo školství (BMUKK) a ve Švýcarsku Schweizerische Verein für die deutsche Sprache (SVDS). Základními výkladovými slovníky jsou pro německou variantu spisovného jazyka Duden, pro rakouskou Österreichisches Wörterbuch (ÖWB) a pro švýcarskou Schweizer Wörterbuch der deutschen Sprache.
Existují však snahy jazyk kodifikovat německý jazyk přes hranice států. K výsledům této spolupráce patří slovník variant Variantenwörterbuch des Deutschen (VWB). Rada pro německý pravopis (Rat für deutsche Rechtschreibung), v níž spolupracovali zástupci šesti států s německy hovořícím obyvatelstvem, stála za pravopisnou reformou z roku 1996, jež ovšem i nadále podržela určité výjimky pro Rakousko a Švýcarsko.
Vznik jednotné německé spisovné výslovnosti od 19. století podporovali především divadelníci. Poprvé byla výslovnost němčiny kodifikována na konferenci germanistů a ředitelů divadel roku 1898 v Berlíně; výsledky shrnula standardní příručka Deutsche Bühnenaussprache (Německá jevištní výslovnost), jejímž autorem byl vratislavský profesor germanistiky Theodor Siebs. Od roku 1969 se vydává pod titulem Deutsche Aussprache (Německá výslovnost).